# Sis Hopkins

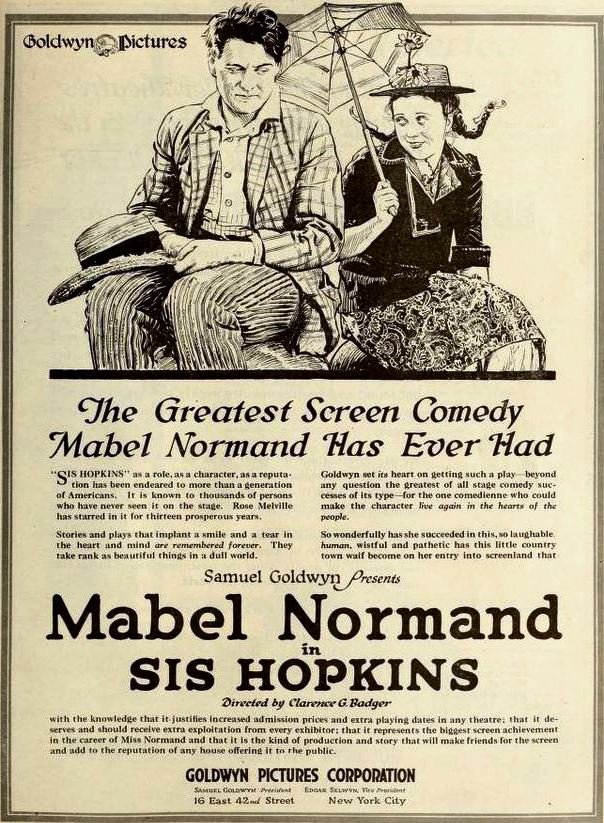
Annonce pour le film dans Moving Picture World.

Sis Hopkins est un film américain réalisé par Clarence G. Badger et sorti en 1919. C'est une adaptation d'une pièce de Rose Melville (en). Il a fait l'objet d'un remake en 1941 avec Judy Canova dans le rôle titre de Sis Hopkins.

## Synopsis
Une jeune fille de la campagne, simple et excentrique, vient en ville pour séjourner chez de riches parents. Ils commencent par la sous-estimer, parce qu'elle se comporte de manière très inhabituelle.

## Fiche technique
- Réalisation : Clarence G. Badger
- Scénario : d'après la pièce de Rose Melville (en)
- Production : Goldwyn Pictures Corporation
- Durée : 50 minutes (5 bobines)[1]
- Date de sortie : 2 mars 1919

## Distribution

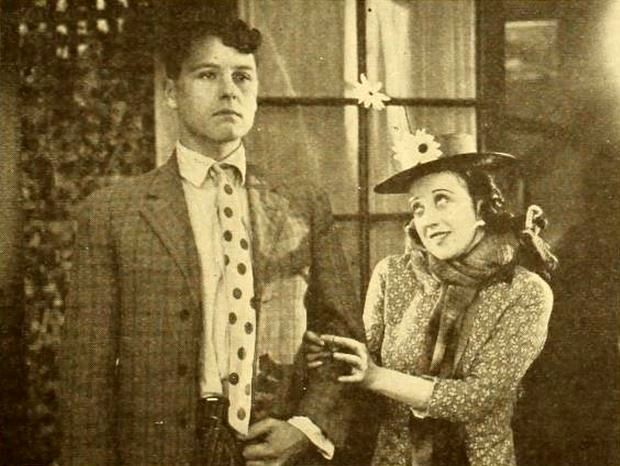
John Bowers et Mabel Normand dans une scène du film.

- Mabel Normand	:Sis Hopkins
- John Bowers : Ridy Scarboro
- Sam De Grasse : Vibert
- Thomas Jefferson : Pa Hopkins
- Nick Cogley : le père de Ridy
- Eugenie Forde : Miss Peckover